# Tretmühle

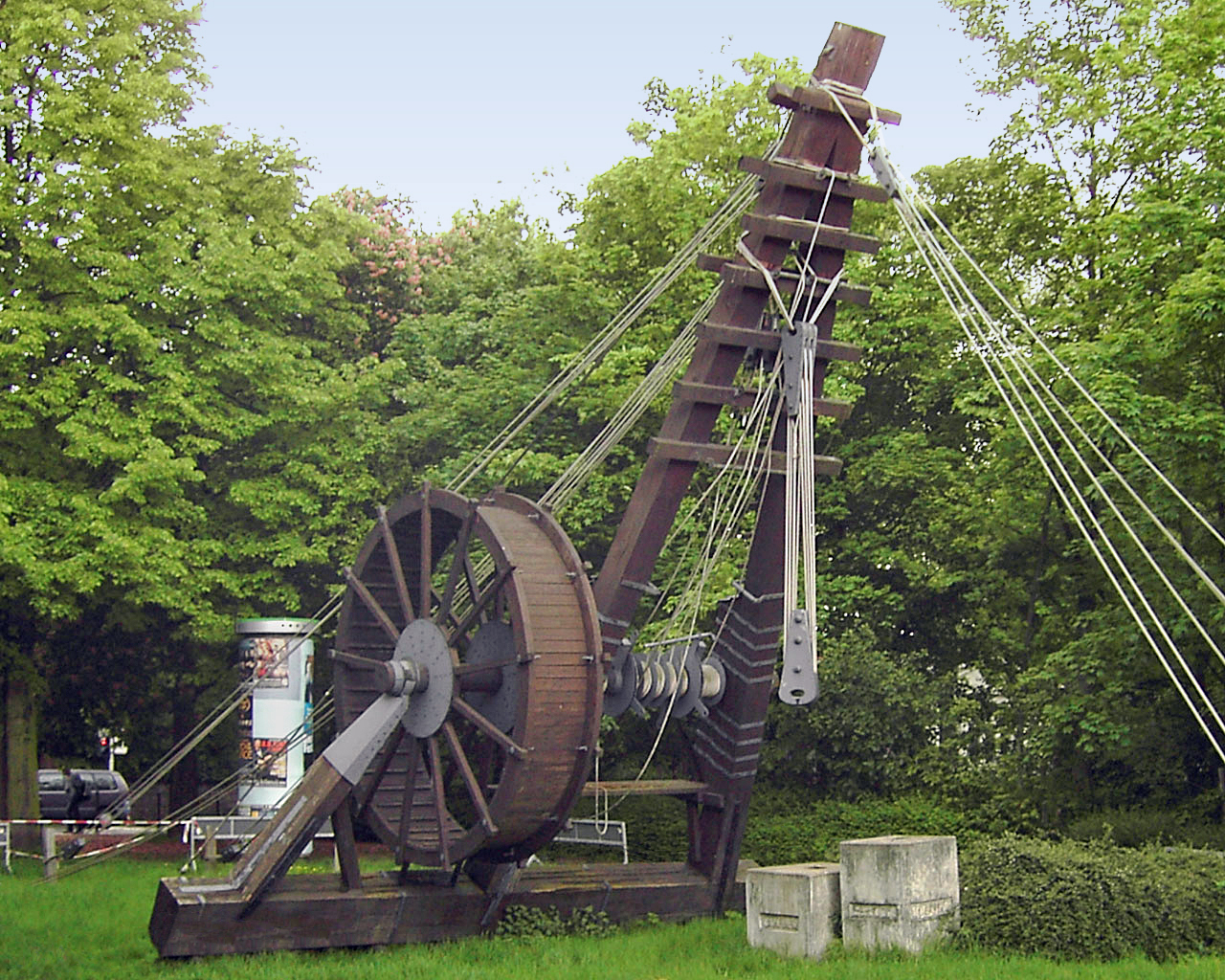
Römerkran mit Tretrad (Nachbau)

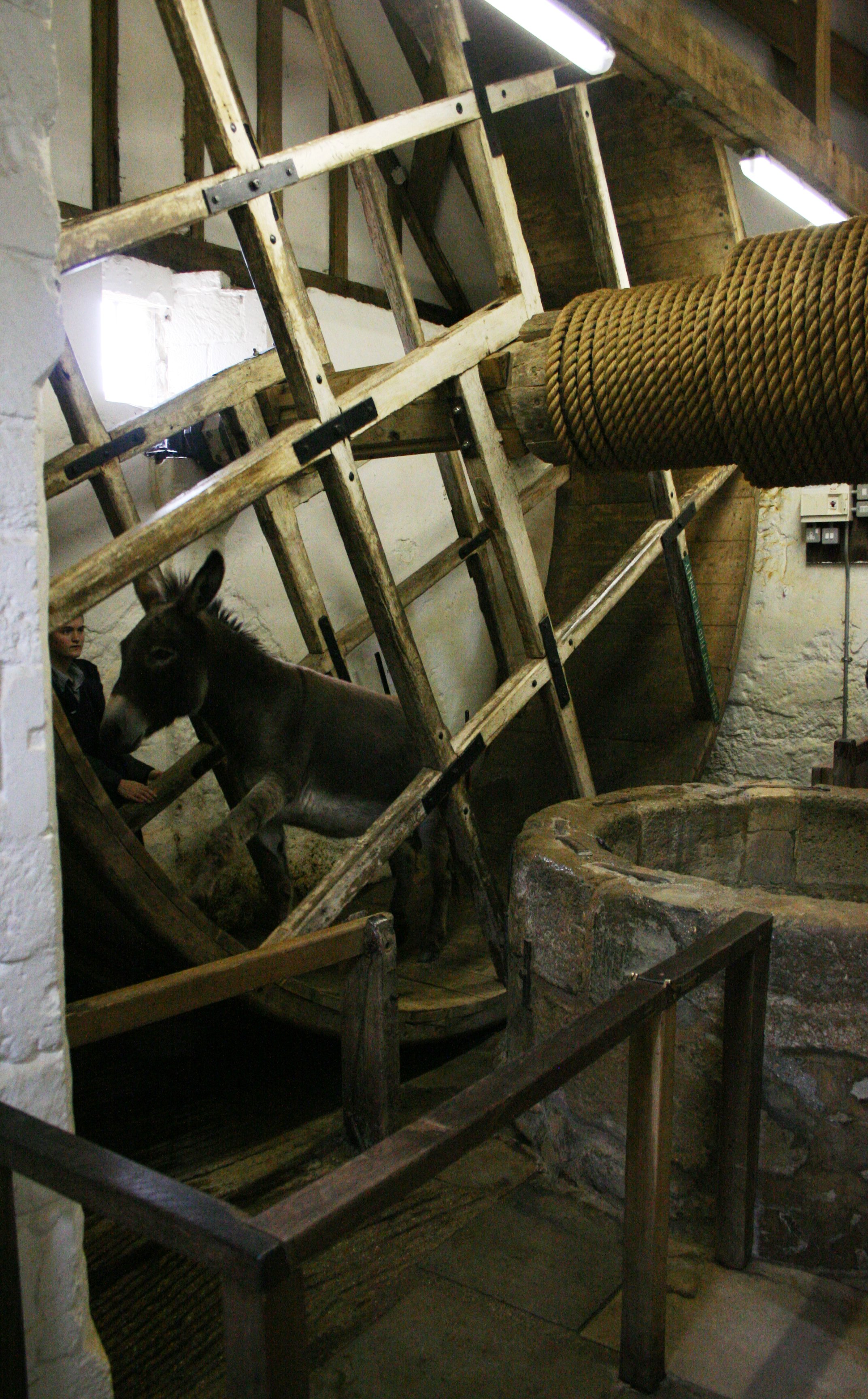
Tretmühle für Esel zur Wasserförderung aus dem Burgbrunnen auf dem Carisbrooke Castle

Eine Tretmühle (auch Tretrad oder Laufrad) ist ein seit dem Römischen Reich bis in die Moderne benutzter Antrieb für Mühlen und insbesondere für Hebe-Vorrichtungen (Krane). Sie arbeitet nach dem Prinzip des Wellrads und nutzt die Körperkraft von Menschen oder Tieren, wie auch andere Göpel (Überbegriff).
Tretmühlen fanden bis ins 20. Jahrhundert bei Körperstrafen Verwendung. Heute wird das Wort Tretmühle im übertragenen Sinne für eine monotone Tätigkeit oder Tagesablauf benutzt.

## Konstruktion und Betrieb

Ein Tretkran aus Pieter Bruegels Turmbau zu Babel (Wiener Fassung, 1563)

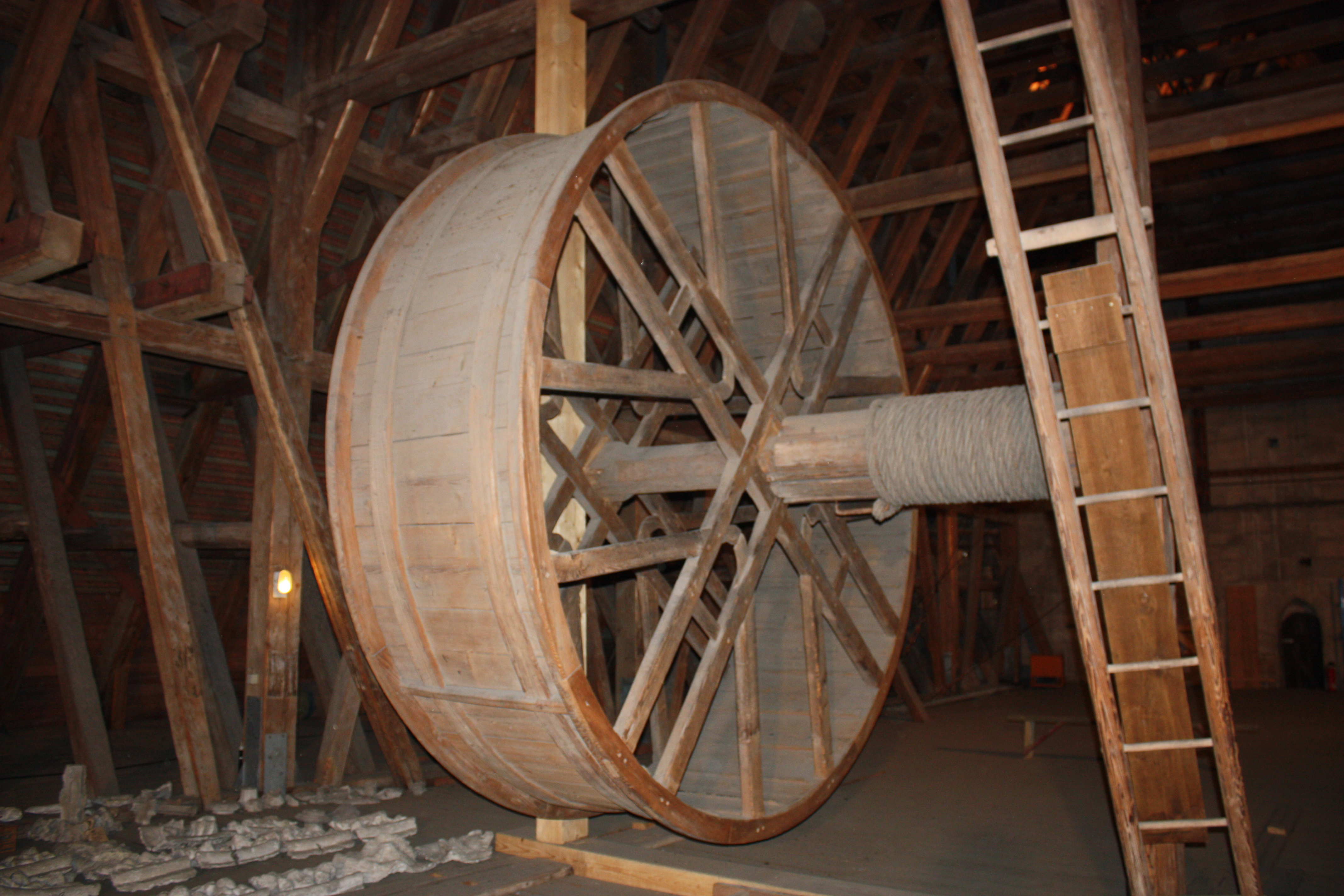
Laufrad in der Dachkonstruktion des Gmünder Münsters

Kernstück einer Tretmühle sind ein oder mehrere (meist zwei), übermannshohe hölzerne Treträder („Fabricae pedales“, Fußwerke, Laufräder, Durchmesser von 3 m bis 5 m) mit meist acht Holz-Speichen auf jeder Seite. Die Räder waren auf einer schweren, horizontalen Holzwelle angebracht, die bei mittelalterlichen Tretkränen mit Drehdach in einer quadratischen Holzkonstruktion als Rad-„Träger“ oder auf freistehenden Radlagern ruhte (bei römischen Kränen und als festmontierte Hebevorrichtung). Bei Mühlen (Kornmühlen, Pumpmühlen etc.) war die horizontale Antriebsachse mit dem Mahlwerk oder Pumpwerk verbunden, bei den Hebevorrichtungen saß eine Tretvorrichtung auf der Achse, entweder in deren Verlängerung oder auch zwischen den Treträdern. Im einfachsten Fall war die Tretvorrichtung ein Abschnitt auf der Achse mit Begrenzungsringen. Die Tretvorrichtung nahm Seil oder Kette auf. In den Treträdern, deren Innenfläche (Lauffläche) mit rutschmindernden Trittleisten versehen war, liefen die Radläufer, Tret- oder Windenknechte (auch Windenfahrer genannt, bei Kranen auch Kranenknechte) und setzten damit den Mechanismus in die gewünschte Richtung in Gang. Es gab auch Ausführungen ähnlich einem Wasserrad, bei dem die Menschen außen auf schaufelartigen Trittbrettern liefen.
Auf mittelalterlichen Baustellen galten die Windenknechte (bis ins 18. Jahrhundert waren Tretradantriebe stark verbreitet) als hoch- bis höchstbezahlte Arbeitskräfte. Die Tätigkeit war mühsam, extrem anstrengend und in Hebevorrichtungen auch gefährlich. Das Halten der Lasten war schwierig, weil die Laufräder nicht gesichert werden konnten, um die Last während des Drehvorganges auf Höhe zu halten. Auch das Ablassen der Lasten barg Gefahr, weil sich die Last durch ihre Eigenmasse selbständig machen und die Männer in den Treträdern ins „Rotieren“ und „Schleudern“ (Redewendung) bringen konnte: es gab zum Teil schwere und tödliche Unfälle. Zum Heben einer Last auf eine Höhe von 4 m mussten die Windenknechte in den Laufrädern etwa 56 m an Laufstrecke zurücklegen (vom Achs- und Raddurchmesser abhängig: bei 4 m Raddurchmesser und 0,4 m Achsdurchmesser entspricht eine Radumdrehung 12,56 m Laufstrecke und 1,26 m Wickellänge (= Hubhöhe), das sind 50,24 m Laufstrecke und 5 m Hub). Das bedeutete für einen kompletten Hebe- und Senkvorgang eine Gesamtstrecke von etwa 132 bis 140 m. Bei solcher Tätigkeit musste jeder sich auf den anderen verlassen können. Viel Erfahrung und Kondition war vonnöten, um die harte Tätigkeit im Akkord (berechnet nach gelöschter Ladung gemäß einer Gebührenliste durch den Kranmeister) gewinnbringend zu schaffen. Zwischen 15 und mehr als 20 Mann arbeiteten in und an einem mittelalterlichen Ladekran. Sie waren zum Teil in der „Aufläder-Zunft“ organisiert, dem ursprünglichen Wort für die Ladetätigkeit am Kran.

## Einsatzbereiche

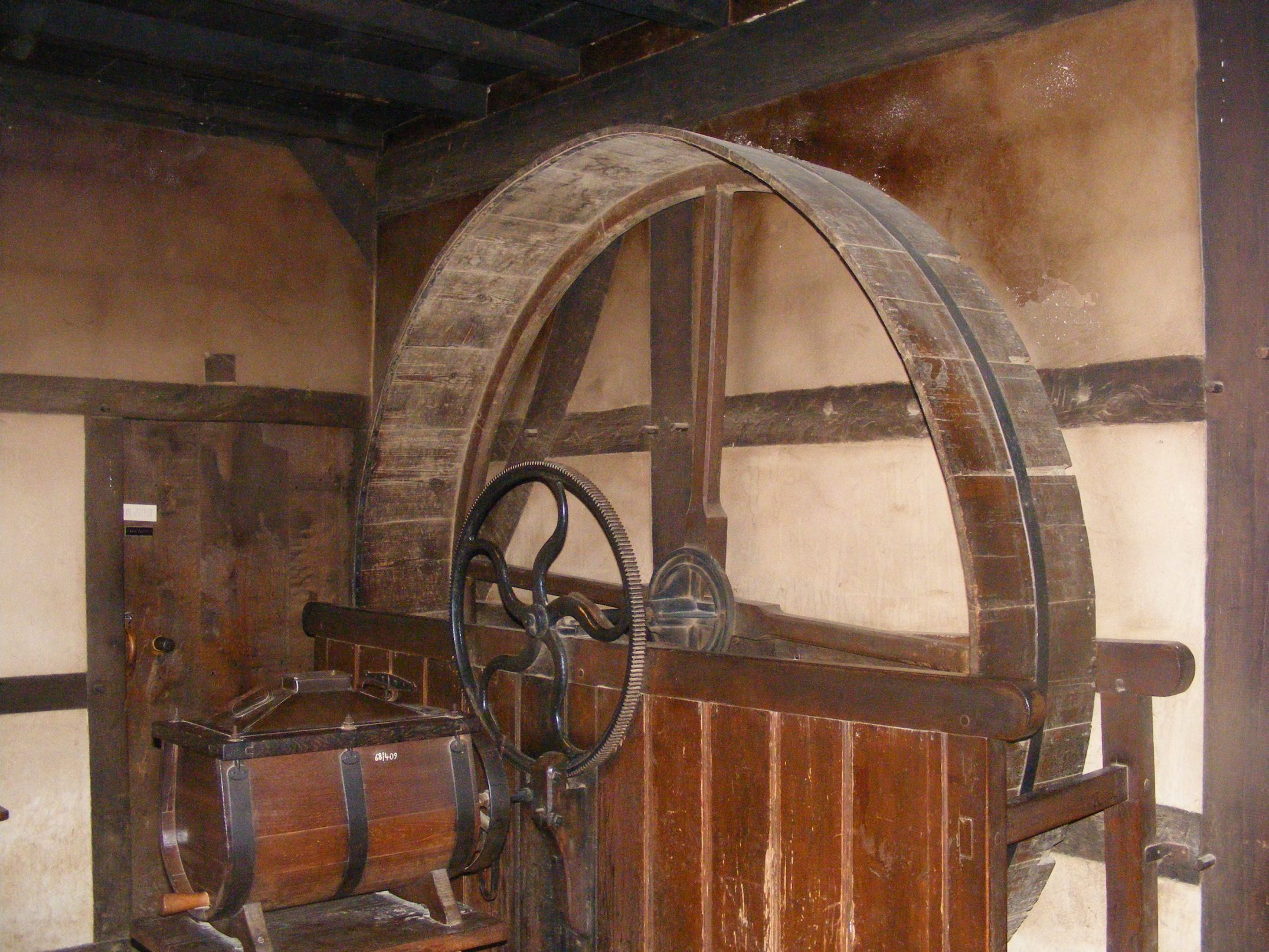
Antrieb eines Butterfasses durch ein Hundelaufrad in einem Gehöft im Rheinland, 19. Jahrhundert

In der Schifffahrt kamen beim Betrieb der seit dem Mittelalter verbreiteten Hafenkräne zwecks Zeitgewinn gewöhnlich Doppeltreträder zum Einsatz, die an beiden Seiten eines drehbaren Turms befestigt waren. Diese Turm-Tretkräne waren entweder aus Holz oder Stein gebaut und konnten beim Verladen eine Last von bis 2,5 Tonnen bewältigen. Es wird geschätzt, dass circa 80 Tretkräne an 32 Kranstandorten am Rhein mit Nebenflüssen im Einsatz waren, im gesamten deutschsprachigem Raum sogar ca. doppelt so viele.
Verbreitet war der Einsatz der Treträder auch beim Betrieb von Mühlen und beim Bau großer Gebäude, insbesondere der mittelalterlichen Kathedralen, wo Tretradkräne als Einzel- oder Doppelräder in die Dachkonstruktion integriert waren. Im Freiburger Münster, Gmünder Münster, Straßburger Münster, in St. Marien und St. Nikolai Stralsund sowie in der Abtei des Mont-Saint-Michel sind diese beispielsweise noch vorhanden. Bis 1868 befand sich auf dem bis dahin unvollendeten Südturm des Kölner Doms ein durch Treträder angetriebener Baukran (Domkran) aus dem 15. Jahrhundert.

## Als Körperstrafe
Anfang des 19. Jahrhunderts mussten in den britischen Kolonien Sträflinge in den Tretmühlen arbeiten. Zwei solcher Mühlen, zynisch als „dancing academies“ bezeichnet, wurden ab 1823 in Sydney zum Antrieb von Getreidemühlen eingesetzt. Da diese Mühlen großen Profit abwarfen, wurden sechs weitere in Betrieb genommen. Die Arbeitszeit betrug bis zu zwölf Stunden täglich, die Leistung wurde mit der Dampfmaschine in Relation gesetzt und mit 70 Watt pro Arbeiter angegeben. Aus dem Jahr 1850 wird berichtet, dass 28 Sträflinge die Arbeit in der Tretmühle verweigerten und den Tod durch Erhängen vorzogen. 
In einem Gerichtsprozess wurde dem englischen Schriftsteller Oscar Wilde der Kontakt mit männlichen Prostituierten nachgewiesen, so dass ihn der Richter 1895 wegen „unsittlicher Handlungen“ zu zwei Jahren Zwangsarbeit verurteilen konnte. Im Zuchthaus HM Prison Reading musste Wilde täglich sechs Stunden in einer Tretmühle Zwangsarbeit leisten. In seinem Gedichts-Werk The Ballad of Reading Gaol klagt er unter anderem die Gefängniszustände in Reading an. Im Spielfilm Oscar Wilde wird gezeigt, wie Gefangene in viktorianischen Gefängnissen in Tretmühlen arbeiten mussten. Noch 1909 waren laut dem französischen Jahrbuch Almanach Hachette „tread-wheels“ mit isolierenden Einzelkabinen (auch „hard-labour“) in britischen Gefängnissen in Betrieb.

## Tretmühle im übertragenen Sinn
Die Treträder, mit dem Wort Tretmühle als Gesamtbegriff, führten zu der Bezeichnung „Tretmühle“ für eine anstrengende, gleichförmige Tätigkeit. Synonym wird auch die Metapher des Hamsterrades verwendet.